# Первое послание к Фессалоникийцам
Пе́рвое посла́ние к Фессалоники́йцам (др.-греч. Α΄ Ἐπιστολὴ πρὸς Θεσσαλονικεῖς, лат. Epistula I ad Thessalonicenses) — книга Нового Завета. Входит в число посланий апостола Павла.

## История
Фессалоники (современный греческий город Салоники) был важнейшим торговым портом Римской империи. Апостол Павел вместе с Силой побывал там во время своего второго миссионерского путешествия после изгнания из Филипп (Деян. 17:1—10). Несмотря на буйную вражду иудеев, которая вынудила Павла и Силу покинуть Фессалоники, апостол Павел сумел заложить в городе основы христианской общины.
Первое послание к Фессалоникийцам — одно из первых посланий Павла, написанное предположительно в Коринфе во время второго апостольского путешествия (51—52 годы). Соавторами письма выступают Сила и Тимофей. Оно написано после посещения Павлом Афин (3:1) и после возвращения Тимофея из инспекторской поездки в Фессалоники к местной христианской общине (3:6), которой Павел остался доволен. Автор не скупится на похвалы общине, которая состояла из бывших язычников (1:9). Он называет её «образцом» (τύπους) для всех верующих в Македонии и Ахайи (1:7), а её прихожан — «сынами света» (5:5).
Павел говорит о смерти и воскрешении (ἀνέστη) Иисуса, а также скором пришествии (παρουσίαν) Господнем, воскрешении мёртвых и всеобщем вознесении на облаках (νεφέλαις) (4:17).
Послание было известно отцам Церкви, оно упомянуто у Иринея Лионского, Климента Александрийского и Тертуллиана. Древнейший манускрипт (папирус), содержащий текст послания — Папирус Честера Битти (Р46), датируемый III веком.

## Основные темы
- Приветствие и похвала фессалоникийской общине (глава 1)
- Проповедь Павла и её плоды (2:1—16)
- Вынужденный покинуть Фессалоники Павел желает увидеть общину (2:17—20)
- Тимофей принёс весть о крепости фессалоникийцев в вере и Павел рад этому (глава 3)
- Призыв к святости (4:1—12)
- О воскресении мёртвых и восхищении Церкви (4:13—18)
- О Судном дне (5:1—10)
- Увещевания и приветствия (5:11—28)